# Sisyrinchium balansae
Sisyrinchium balansae är en irisväxtart som beskrevs av John Gilbert Baker. Sisyrinchium balansae ingår i släktet gräsliljor, och familjen irisväxter.
Artens utbredningsområde är Paraguay. Inga underarter finns listade i Catalogue of Life.